# موج جی

موج جی یا موج آزبورن در مردی ۸۱ ساله با فشارخون ۸۰/۶۲ و دمای بدن ۳۱٫۹ درجه سانتیگراد (۸۹٫۵ فارنهایت).

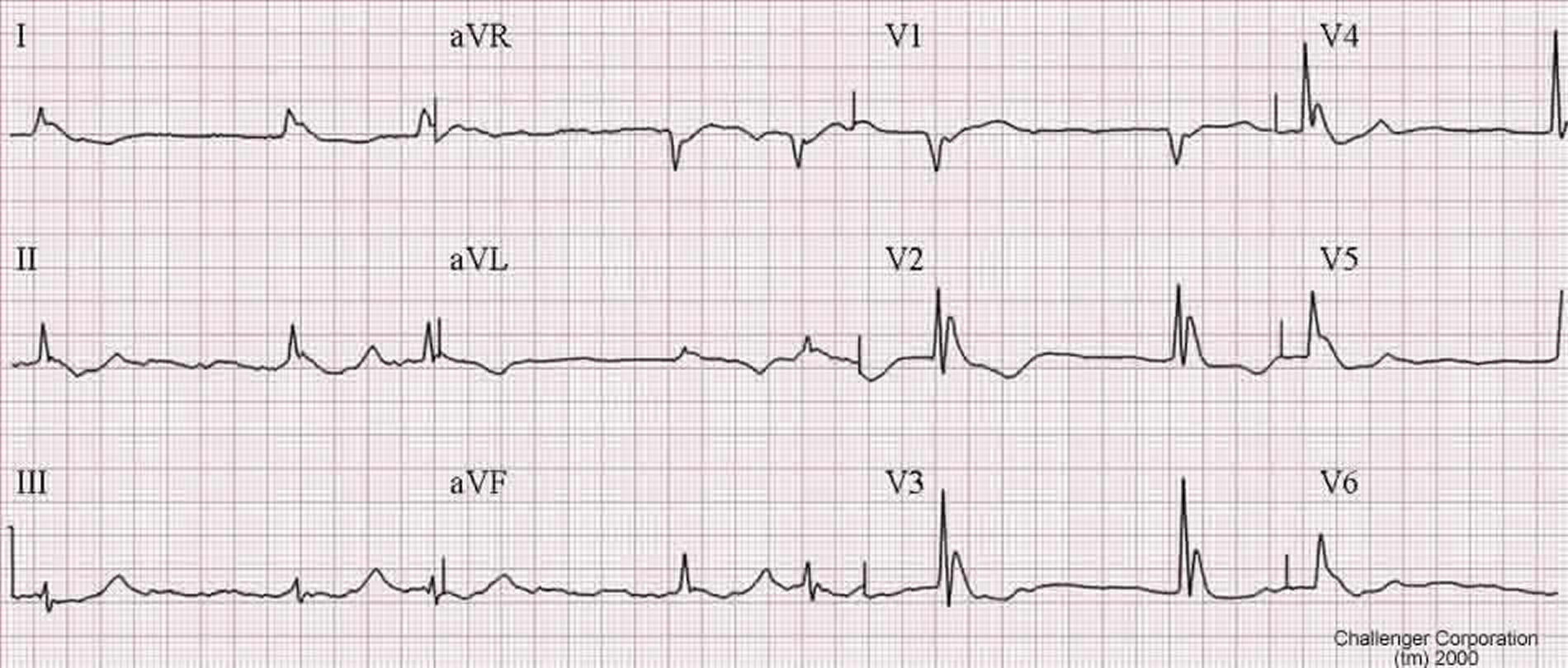
فیبریلاسیون دهلیزی و موج جی در بیمار مبتلا به هیپوترمی

موج جی (انگلیسی: J wave) که با نام‌های دیگری همچون موج آزبورن، نشانهٔ کوهان شتر، موج دلتای تأخیری، آویز کلاه، موج هایپوترمیک، موج کا، موج اچ و جریان آسیب‌دیدگی هم شناخته می‌شود، یافته‌ای غیرعادی در نوار قلب است.
امواج جی انحرافات مثبتی هستند که در محل اتصال بین کمپلکس QRS و قطعه اس‌تی اتفاق می‌افتند،, که در آن «نقطه اِس»، که بدان «نقطه جی» هم می‌گویند افزایشی (بالارفتگی) شبیه به سکته قلبی است.
این موج بیشتر در افراد مبتلا به هیپوترمی و در دماهای کمتر از ۳۲ درجهٔ سانتی‌گراد دیده می‌شود اما ممکن است به سبب بالا رفتن سطح کلسیم خون (هایپرکلسمی)، آسیب مغزی، آنژین صدری و پری‌کاردیت حاد رخ دهد. این موج هنگام القای هیپوترمی پس از ایست قلبی هم به‌طور شایع (به ویژه در دمای ۳۳ درجه) ایجاد می‌شود. امواج آزبورن با افزایش خطر آریتمی بطنی همراه نیست و ممکن است به عنوان یک پدیده فیزیولوژیکی خوش‌خیم هم در نظر گرفته شود که با مرگ و میر کمی در آنالیزهای تک متغیره همراه بوده است.
امواج برجستهٔ جی به‌دلیل هیپوترمی نخستین بار در سال ۱۹۳۸ توسط پزشک لهستانی توماشفسکی گزارش شد. این امواج سپس به‌طور قطعی و دقیق در سال ۱۹۵۳ توسط جان جی آزبورن توصیف شد و به افتخار او نام‌گذاری گردید. با گذشت زمان، به‌طور فزاینده‌ای از این موج به عنوان موج جی نام برده می‌شود، اگرچه به دلیل مقاله آزبورن در «ژورنال فیزیولوژی آمریکا» در مورد هیپوترمی تجربی، هنوز هم گاهی به عنوان موج آزبورن شناخته می‌شود.